# Chris Johnson (Footballspieler)
Christopher Duan „Chris“ Johnson (* 23. September 1985 in Orlando, Florida) ist ein ehemaliger US-amerikanischer American-Football-Spieler auf der Position des Runningbacks. Er spielte für die Tennessee Titans, die New York Jets und die Arizona Cardinals in der National Football League (NFL), um nach Abschluss eines Eintagesvertrags im April 2019 als Spieler der Titans zurückzutreten.

## Karriere

### College
Johnson spielte während seiner Collegezeit an der East Carolina University. Er wurde 2008 in der ersten Runde an 24. Stelle des NFL Drafts von den Tennessee Titans ausgewählt, nachdem er beim vorausgegangenen NFL Combine mit 4,24 Sekunden im 40-Yard-Sprint die schnellste je gemessene Zeit für einen Runningback erzielt hatte.

### NFL

#### Tennessee Titans
Bereits in seinem ersten Profijahr wurde er in den Pro Bowl gewählt und belegte bei der Wahl zum Offensive Rookie of the Year den zweiten Platz hinter Matt Ryan. Dies gelang ihm, obwohl er sich auf seiner Position mit seinem Teamkollegen LenDale White abwechselte.
Seit der Saison 2009 füllte er die Rolle alleine aus und führte die NFL mit 2006 erlaufenen Yards an. Nach Eric Dickerson, Jamal Lewis, Barry Sanders, Terrell Davis und O.J. Simpson ist er der sechste Spieler, dem es gelang über 2000 Yards in einer Spielzeit zu erlaufen. Für diese Leistung wurde er zum Offensive Player of the Year gewählt.
Auch in seiner zweiten Saison wurde er in den Pro Bowl gewählt.

#### New York Jets
Am 16. April 2014 unterschrieb Johnson einen Zweijahresvertrag bei den New York Jets. Nach einer wenig überzeugenden Saison wurde der Vertrag im Frühjahr 2015 aufgelöst.

#### Arizona Cardinals
Daraufhin erhielt er einen Einjahresvertrag von den Arizona Cardinals. Im März 2016 unterschrieb er für dort ein neues Arbeitspapier für eine weitere Saison.
Bei einem Drive-by-Shooting am 8. März 2015 in Orlando wurde er angeschossen, der Fahrer des Fahrzeugs starb.
Nach der Saison 2016 wurde Johnson in die Free Agency entlassen, auch wenn sich die Cardinals erhofften, dass er bei ihnen einen neuen Vertrag unterschreiben würde.
Nach mehreren Entlassungen und Wiedereinstellungen in der Saison 2017, in der er nur noch vier Spiele absolvierte, gab Chris Johnson schließlich im November 2018 nach 10-jähriger Karriere in der NFL seinen Rücktritt bekannt. Aufgrund seiner alten Verbundenheit mit den Tennessee Titans unterzeichnete er am 24. April 2019 noch einmal einen Eintagesvertrag, um als Spieler der Titans zurücktreten zu können.

“Tennessee, that’s the first organization that gave me a chance to make my dreams come true, I have so many great memories in Tennessee and was able to do so many things with the Titans. It’s an organization I always want to be considered a part of.”

„Tennessee ist die erste Institution, die mir die Chance gab, meine Träume wahr werden zu lassen. Ich habe so viele großartige Erinnerungen an Tennessee und hatte die Möglichkeit, so viele Dinge mit den Titans zu tun. Ich möchte immer als Teil dieser Organisation in Erinnerung bleiben.“